# 共犯
共犯（英語：accomplice）、共同犯罪，系指加功于正犯之行为及行为人，包括教唆犯与帮助犯两种。

## 分类
共犯之成立，依作为通说的“共犯从属性说”，以正犯的成立为前提。共犯独立性说认为，正犯不存在时，共犯依然得以成立。
而在大陆刑法学中，共犯常常被作为“共同犯罪”的简称，包括主犯、从犯、胁从犯、教唆犯四类，与上述大陆法系通称含义不同。共同犯罪的构成要件：
- 犯罪主体要件：二人以上，包括自然人或者单位
- 犯罪客观条件：共同的犯罪行为（作为或不作为），
- 犯罪主观要件：共同的犯罪故意
- 主犯：主犯是指在犯罪集团或者聚众犯罪中其组织、策划、指挥作用的或者在共同犯罪中起主要作用的人。
- 从犯：在共同犯罪中起次要或者辅助作用的，是从犯。
- 胁从犯：胁从犯是指被胁迫参加犯罪的人。
- 教唆犯：教唆他人犯罪的人。

## 立法例

### 中华人民共和国
第二十五条　共同犯罪是指二人以上共同故意犯罪。
二人以上共同过失犯罪，不以共同犯罪论处；应当负刑事责任的，按照他们所犯的罪分别处罚。
第二十六条　组织、领导犯罪集团进行犯罪活动的或者在共同犯罪中起主要作用的，是主犯。
三人以上为共同实施犯罪而组成的较为固定的犯罪组织，是犯罪集团。
对组织、领导犯罪集团的首要分子，按照集团所犯的全部罪行处罚。
对于第三款规定以外的主犯，应当按照其所参与的或者组织、指挥的全部犯罪处罚。
第二十七条　在共同犯罪中起次要或者辅助作用的，是从犯。
对于从犯，应当从轻、减轻处罚或者免除处罚。
第二十八条　对于被胁迫参加犯罪的，应当按照他的犯罪情节减轻处罚或者免除处罚。
第二十九条　教唆他人犯罪的，应当按照他在共同犯罪中所起的作用处罚。教唆不满十八周岁的人犯罪的，应当从重处罚。

如果被教唆的人没有犯被教唆的罪，对于教唆犯，可以从轻或者减轻处罚。——《中华人民共和国刑法》

#### 主犯

##### 概念
主犯是指组织、领导犯罪集团进行犯罪活动的，或者在共同犯罪中起主要作用的人。首要分子是指在犯罪集团或在聚众犯罪中起组织、策划、指挥作用的人，包括犯罪集团中起组织、策划、指挥作用的犯罪分子和在聚众犯罪中起组织、策划、指挥作用的犯罪分子。
犯罪集团中的首要分子肯定是主犯，但聚众犯罪中的首要分子不一定是主犯。

##### 刑事责任
对组织领导犯罪集团的首要分子，按照集团所犯的全部罪行处罚。犯罪集团的首要分子不适用缓刑。集团所犯的全部罪行指首要分子预谋、组织、指挥或集团成员为集团利益而为的符合该集团目的的行为。
其他主犯应当按照其所参与的，或者组织、指挥的全部犯罪处罚。

#### 从犯
从犯是指在共同犯罪中起次要作用或辅助作用的人。对于从犯应当从轻、减轻或者免除处罚。

#### 胁从犯
胁从犯是指被胁迫参加犯罪且在犯罪中起次要或辅助作用的人。

##### 刑事责任
对胁从犯应当按照其犯罪情节减轻或免除处罚。
- 胁从犯未完全丧失意志自由，如完全丧失意志自由，被胁迫人不构成犯罪。
- 胁从犯与紧急避险：胁迫程度比较严重时，如不能期望被胁迫人做出合法行为，被胁迫人做出违法行为造成的损害小于要保全的利益，属于紧急避险。即使不属于紧急避险，也可因期待可能性降低而从宽处罚。
- 如果被胁迫实施犯罪的人对被要求实施的犯罪内容一开始就具有犯罪故意，那么尽管其是在受胁迫状态下实施的，也不属于胁从犯，因为其对于所实施的犯罪来说是其真实意志的体现，故应直接认定为从犯或者主犯。

#### 教唆犯
教唆犯是指教唆他人犯罪的人。

##### 刑事责任
对于教唆犯，应当按照其所教唆实施的罪行定罪。
但是如果刑法分则将教唆实施犯罪规定为独立罪名的，对教唆者不能以所教唆实施的犯罪定罪，而应直接根据刑法分则有关规定的实行犯罪。如《刑法》第105条规定的煽动颠覆国家政权罪。